# Glypta mimica
Glypta mimica är en stekelart som beskrevs av Dasch 1988. Glypta mimica ingår i släktet Glypta och familjen brokparasitsteklar. Inga underarter finns listade i Catalogue of Life.